# Anund de Suède
Anund Gårdske dit Anund (IV) de Suède, fut roi de Suède d'après la Gesta Hammaburgensis ecclesiae pontificum de Adam de Brême. Probablement originaire du Garðaríki dans la Rus' de Kiev, il régna entre vers 1070 et vers 1075, supplanté par la suite par Håkan de Suède.